# Josef Rabas
Josef Rabas (28. října 1908, Žatec – 23. srpna 2003, Würzburg) byl německý římskokatolický kněz původem z Československa.

## Život
V Žatci, kde se narodil, rovněž navštěvoval gymnázium. Později studoval dva roky na gymnáziu v Linci, aby následně přešel na biskupské gymnázium do Bohosudova a díky tam dosaženým výsledkům jej litoměřický biskup Josef Groß doporučil k teologickým studiím v Římě, která absolvoval v letech 1929–1934. Na sklonku svých studií se v Římě poprvé setkal s biskupem Weberem. V Římě byl 15. července 1934 vysvěcen na kněze. Po návratu do diecéze nejprve působil jako kaplan v Postoloprtech. Dne 1. března 1937 byl na návrh generálního vikáře Adolfa Šelbického jmenován sekretářem biskupa Antona Aloise Webera. Vedle úřadu sekretáře zastával i funkci kazatele při litoměřické katedrále a zároveň vyučoval náboženství na některých litoměřických školách, což mu bylo v roce 1942 zakázáno kvůli jeho „nepřátelskému postoji k nacistickému režimu“. V tomto směru byl skutečným souputníkem biskupa Webera, po jehož boku vytrval až do roku 1946, kdy odešel nejprve do freiburské arcidiecéze, kde působil jako duchovní pro odsunuté sudetské Němce. Od roku 1950 působil jako učitel náboženství v Ansbachu a Bayreuthu, později se stal řádným profesorem pastorální teologie na univerzitě ve Würzburgu. Nadále však nespouštěl ze zřetele problematiku odsunutých Němců i situaci církve v Československu. Svědčí o tom i jeho publikace, z nichž si největší pozornost vysloužily německy Ostkunde im katholischen Religionsunterricht (Věda o Východu ve vyučování katolického náboženství), ediční řada německy Materialien zur Situation der Katholischen Kirche in der CSSR (Materiálie k situaci katolické církve v ČSSR) či právě životopis biskupa Webera. V letech 1976–1991 pak vedl Pracovní a kontaktní centrum Ackermann-Gemeinde v Římě, odkud se snažil podporovat utlačovanou katolickou církev v Československu. Této činnosti, zvláště v pomocí „mateřské“ litoměřické diecézi intenzivně pokračoval zejména po roce 1989. Za své zásluhy byl pak 25. září 1998 jmenován čestným kanovníkem litoměřické katedrální kapituly. Zemřel 23. srpna 2003 ve Würzburgu, o týden později jej v nedalekém Rottendorfu pochoval tehdejší litoměřický biskup Josef Koukl.